# آنانکی
آنانکی (به یونانی: Ἀνάγκη) (به انگلیسی: Ananke) (به معنی ضرورت)، یکی از ایزدان نخستین در دین یونان باستان و اسطوره‌شناسی یونانی و تجسم اورفیسم از شخصیت سرنوشت، ناگزیری و نیروی تقدیر بود. او شکل ظاهری خود را در نخستین زمان‌های عالم به صورت غیر مادی تشکیل داده بود، و شبیه به موجودی مار مانند بود که وسعت دست‌هایش به اندازهٔ وسعت تمام جهان می‌شد. او معمولاً به شکل دوکی در دست به تصویر کشیده می‌شود. او همراه با همسر مار شکل خود خرونوس (تجسم شخصیت زمان) پدید آمد و با یکدیگر به عنوان نشانه‌هایی از آغاز تشکیل کیهان به‌شمار می‌روند. آن‌ها فراتر از تمامی ایزدان بودند و آنانکی به عنوان قوی‌ترین دیکتاتور در شرایط‌های مختلف تقدیری و زمانی، در میان انسان‌های فانی و ایزدان در نظر گرفته می‌شد و بسیار مورد احترام بود.
بر طبق یکی از نسخه‌ها، آنانکی مادر مویرای‌ها بود و تنها کسی که کنترل تصمیم‌گیری‌های آن‌ها را برعهده داشت. (بر اساس منابعی دیگر، زئوس نیز این توانایی را دارا بود). او همچنین مادر آدراستیا، (دختر ژوپیتر، توزیع‌کنندهٔ پاداش و مجازات) بود. آنانکی تا هنگام ظهور فرقهٔ مرموز ارفیسم، به صورت جزئی و کم پرستش می‌شد. پوسانیاس، نویسنده و جهانگرد یونان باستان، درباره معبدی در کورینس باستان نوشته است که در آن ایزدبانوهای آنانکی و بیا (به معنای نیرو، خشونت یا شتاب شدید) با هم در یک زیارتگاه پرستش می‌شدند. آنانکی همچنین اغلب با آفرودیته مرتبط است، به‌ویژه «آفرودیته اورانیا»، که نماد عشق آسمانی انتزاعی است.